# Hieracium subchlorophaeum
Hieracium subchlorophaeum là một loài thực vật có hoa trong họ Cúc. Loài này được Schljakov mô tả khoa học đầu tiên năm 1966.